# Кадирово (Ілішевський район)
Кади́рово (рос. Кадырово, башк. Ҡәҙер) — село у складі Ілішевського району Башкортостану, Росія. Адміністративний центр Кадировської сільської ради.
Населення — 754 особи (2010; 832 у 2002).
Національний склад:
- башкири — 93 %